# Ngoma (Namibia)

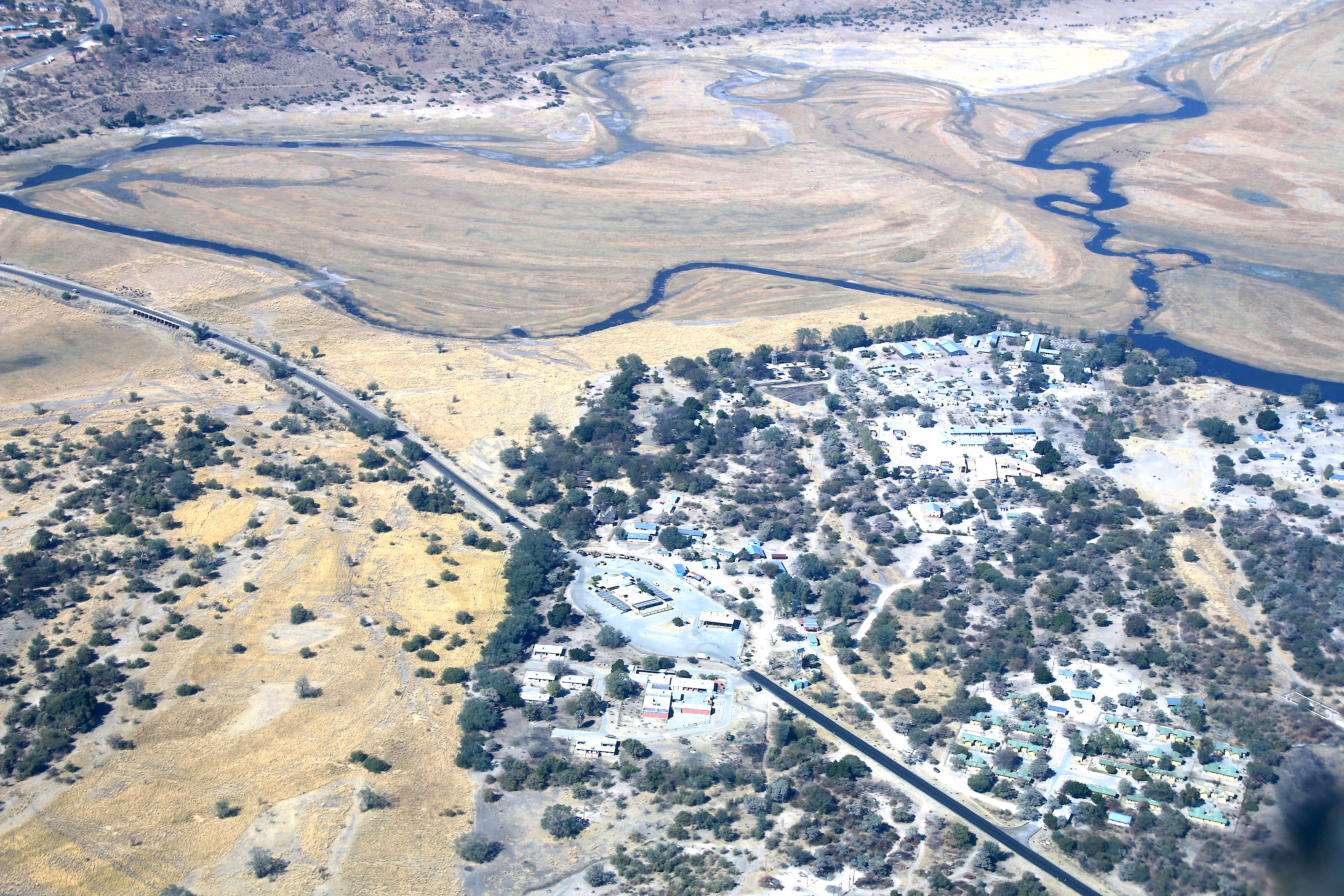
Ngoma, Blick Richtung Süden. Im Hintergrund der Chobe-Fluss (2019)

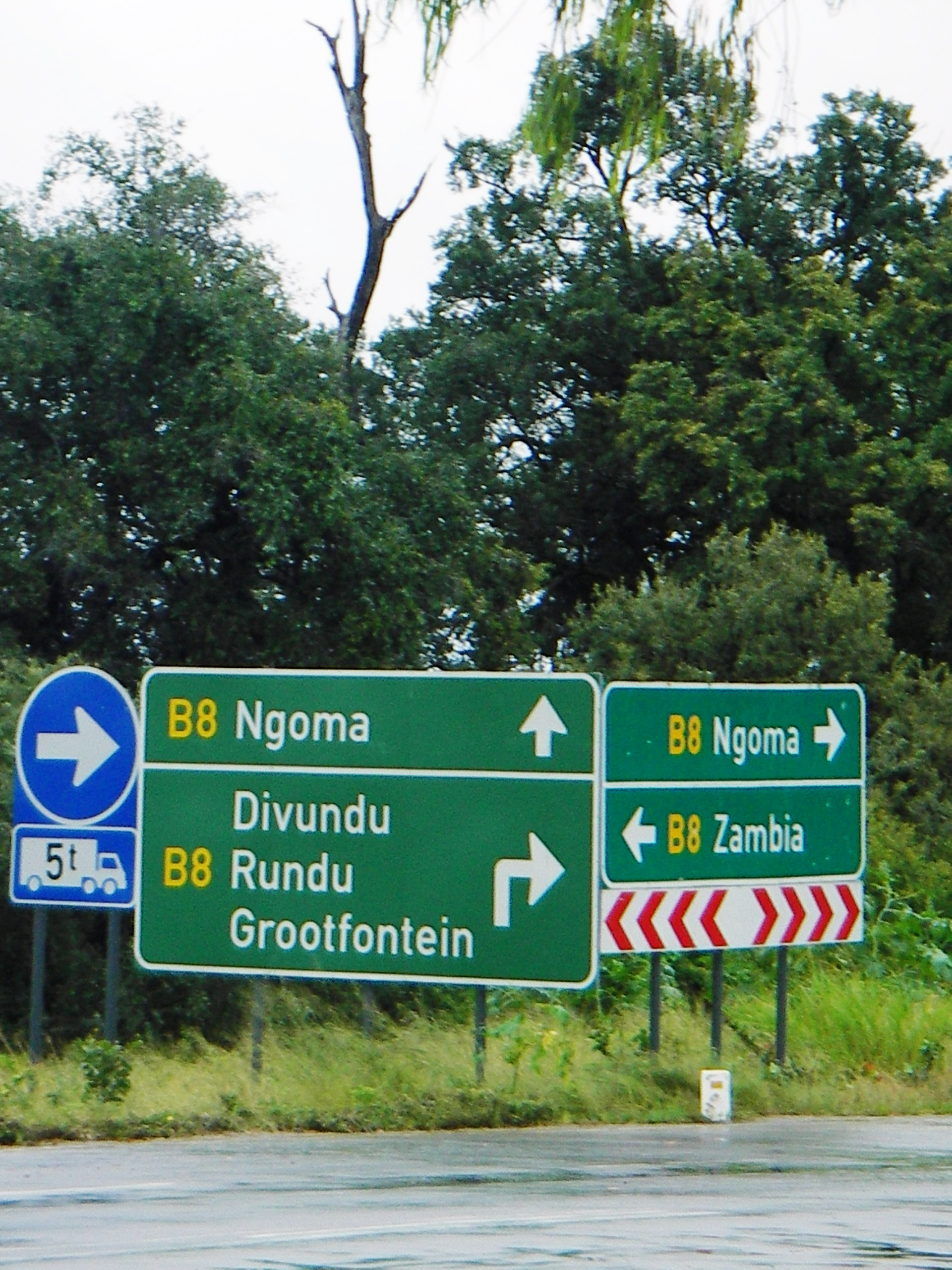
Straßenschild der Nationalstraße B8

Ngoma ist eine Ansiedlung in der Region Sambesi in Namibia. Sie liegt am Fluss Chobe und an der Ngomabrücke, die ein namibischer Grenzübergang nach Botswana ist.
Ngoma ist über die Nationalstraße B8 (Trans-Caprivi Corridor) an die rund 61 Kilometer nördlich liegende Stadt Katima Mulilo und das namibische Straßensystem angebunden.